# Parantica timorica
Parantica timorica är en fjärilsart som beskrevs av Grose-smith 1887. Parantica timorica ingår i släktet Parantica och familjen praktfjärilar. IUCN kategoriserar arten globalt som starkt hotad. Inga underarter finns listade i Catalogue of Life.